# SV Leipzig 1910
SV Leipzig 1910 was een Duitse voetbalclub uit de stad Leipzig, Saksen.

## Geschiedenis
De club werd op 9 november 1910 opgericht als Sportvereinigung 1910 Leipzig. De club was aangesloten bij de Midden-Duitse voetbalbond en speelde in de schaduw van grote stadsrivalen en was tot voor de Tweede Wereldoorlog meestal actief op niveau van de tweede en derde klasse.
De voetbalafdeling van de club is reeds lang opgeheven. De club heeft nu alleen nog een afdeling kegelsport.